# Агилера Нуньес, Хуан
Хуан Агилера Нуньес (исп. Juan Aguilera Núñez; род. 13 сентября 1985, Мадрид) — бывший испанский футболист, выступал на позиции полузащитника. 

## Карьера
Хуан Агилера Нуньес начинал заниматься футболом в мадридском «Реале», а затем в «Хетафе», выступая за его резервную команду. В сезоне 2004/05 Агилера играл за клуб Сегунды B «Навалькарнеро». Летом 2005 года он перешёл в другую команду Сегунды B «Леганес», которую представлял на этом уровне следующие три года.
Летом 2008 года Агилера стал футболистом «Реал Мурсии», но выступал за её резервную команду в Сегунде B, проведя лишь несколько матчей за главную в Сегунде.
В августе 2012 года Хуан Агилера подписал контракт с греческим «Платаньясом». 25 августа того же года он дебютировал в греческой Суперлиге, выйдя в основном составе в гостевом матче с «Яниной». 26 октября 2014 года испанец забил свой первый гол на высшем уровне, ставший победным в гостевом поединке против «Керкиры».
Проведя три сезона в Греции Агилера в июле 2015 года подписал контракт с индийским клубом «Мумбаи Сити», за который провёл несколько матчей в Индийской суперлиге, забив один гол. В феврале 2016 года он вернулся на родину, став футболистом команды Сегунды «Уэска».
3 июля 2019 года Хуан Агилера подписал трехлетний контракт с командой «Алькоркон» из второго дивизиона.
31 января 2022 года Агилера покинул «Алькоркон», расторгнув контракт с клубом.